# Картан, Эли Жозеф
Эли́ Жозе́ф Карта́н (фр. Élie Joseph Cartan; 9 апреля 1869, Доломьё, Изер, Франция — 6 мая 1951, Париж) — французский математик, член Парижской АН (1931). Отец математика Анри Картана.

## Биография
Окончил знаменитую Высшую нормальную школу (1891, Париж), с 1912 года профессор Парижского университета. Ученик Гастона Дарбу и Софуса Ли.
Основные труды — по теории непрерывных групп, дифференциальных уравнений и дифференциальной геометрии.
- В 1894 заложил основы алгебраической теории групп Ли.
- В 1913 построил теорию представлений полупростых групп Ли с дифференциальной геометрией и топологией.
- В 1899—1902 создал так называемый метод внешних форм, который позволил ему разрешить проблему совместности систем пфаффовых уравнений.

В дифференциальной геометрии многомерных пространств им построены обобщённые пространства аффинной, проективной и конформной связности и, кроме того, дан общий метод подвижного репера, который в соединении с методом внешних форм является эффективным средством решения геометрических проблем.
Автор ряда важных работ в области математической физики. После того, как А. Эйнштейн создал общую теорию относительности Эли Картан стал заниматься единой теорией поля.
Его теория пространств с кручением имеет важное значение для теории торсионных полей.
Награждён премией Лобачевского в 1937 году.
В честь Эли Картана названы кратер на Луне и премия присуждаемая Французской академий наук.

## Вклад
- Теорема Адамара — Картана
- Теорема Картана — Дьёдонне
- Теорема Картана
- Метод внешних форм
- Метод подвижного репера

## Ученики
- Эресманн, Шарль

## Переводы работ Картана на русском языке
- Картан Э. Ж. Теория групп и геометрия. //? стр.486-506, 1927
- Картан Э. Ж. Интегральные инварианты. -M.-Л.: Гос.изд-во технико-теоретич. лит-ры, [1922]1940
- Картан Э. Ж. Пространства аффинной и проективной связности. -Казань: изд-во Казанского ун-та, [1924]1962
- Картан Э. Ж. Риманова геометрия в ортогональном репере. -М.: изд-во МГУ, [1926-1927]1960
- Картан Э. Ж. Геометрия римановых пространств. -M.-Л: изд-во НКТП СССР, [1928]1936
- Картан Э. Ж. Метод подвижного репера, теория непрерывных групп и обобщённые пространства. -M.-Л.: Гос.изд-во технико-теоретич. лит-ры, [1930]1933
- Картан Э. Ж. Теория конечных непрерывных групп и дифференциальная геометрия изложенная методом подвижного репера. -М.: изд-во МГУ, [1930]1963
- Картан Э. Ж. Теория спиноров. -М.: изд-во ИЛ, [1938]1947
- Картан Э. Ж. Внешние дифференциальные системы и их геометрические приложения. -М.: изд-во МГУ, [1926-1927,1945]1962
- Картан Э. Ж. Геометрия групп Ли и симметрические пространства. -М.: изд-во ИЛ, 1949
- Картан Э. Ж. Избранные труды. -М.: изд-во МЦНМО, 1998